# Dirka po Sloveniji 1996
Dirka po Sloveniji 1996 je bila četrta izvedba Dirke po Sloveniji. To je bila etapna dirka UCI kategorije 5, ki je potekala od 6. do 12. maja 1996, v skupni dolžini 983 kilometrov.
Dirka se je začela se s ekipnim kronometrom, kriterijem in kriterjiem na izpadanje v Ljubljani in se še z 7 dodatnimi pravimi etapami se je končala v Novem mestu. Po novi ureditvi koledarja zveze UCI je tekma prvič na koledarju, kot kategorija 5, ko so podelili tudi točke za letno lestvico kolesarjev. 
Dirko je zmagal Lorenzo di Silvestro (Cantina Tollo-Co.Bo), na drugem Stefano Giraldi (Selle Italia - Glacial) in tretjem Marco Antonio di Renzo (Cantina Tollo-Co.Bo). Ekipno je zmagala Cantina Tollo–CoBo. Najboljši po točkah je bil Lorenzo Di Silvestro (bela), Aleksander Vinokurov je zmagal tako na gorskih (roza) kot na letečih ciljih (zelena), najboljši mladi kolesar pa Tadej Valjavec (pikčasta).
Izjemoma in edinkrat v zgodovini dirke so podelili tudi svetlo modro majico za posebne Delove leteče cilje (sprinte), ki so bili tudi denarno nagrajeni. Zmagovalec teh ciljev je na vsaki etapi prejel 150 mark.

## Ekipe
Dirko je začelo 96 kolesarjev iz 18 ekip oz. 10 držav, od tega jo je končalo 72 kolesarjev.

### Profesionalni klubi
- Cantina Tollo–CoBo
- Glacial–Selle Italia

### Amaterski klubi
- Rog Ljubljana
- Krka I
- Krka II (Krka Telekom)
- Sava Kranj
- RSV Histor Öschelbronn
- Cottbus
- Joko
- Nardi
- Čukarički
- Perutnina Ptuj

### Državne reprezentance
- Belorusija (odpovedala)
- Bolgarija (odpovedala)
- Kanada
- Kazakhstan
- Nizozemska
- Slovaška

## Trasa in etape
| Etapa  | Datum   | Trasa                    | Dolžina   | Disciplina | Disciplina         | Zmagovalec             |        |
| ------ | ------- | ------------------------ | --------- | ---------- | ------------------ | ---------------------- | ------ |
| 0      | 6. maj  | Ljubljana (BTC)          | 2,55 km   |            | ekipni kronometer  | Rog                    |        |
| 0      | 6. maj  | Ljubljana (BTC)          | 12 krogov |            | dirka na izpadanje | Marco Antonio di Renzo |        |
| 0      | 6. maj  | Ljubljana (BTC)          |           |            | kriterij           | Aleksander Vinokurov   |        |
| 1      | 7. maj  | Metlika – Metlika        | 161 km    |            | ravninska etapa    | Stefano Giraldi        |        |
| 2      | 8. maj  | Podčetrtek – Radenci     | 149 km    |            | ravninska etapa    | Marco Antonio di Renzo |        |
| 3      | 9. maj  | Radenci – Ljutomer       | 29 km     |            | kronometer         | Robert Pintarič        |        |
| 4      | 9. maj  | Ljutomer – Beltinci      | 86 km     |            | ravninska etapa    | Olaf Pollack           |        |
| 5      | 10. maj | Beltinci – Grosuplje     | 220 km    |            | razgibana etapa    | Igor Kranjec           |        |
| 6      | 11. maj | Vrhnika – Bovec          | 159 km    |            | gorska etapa       | Lorenzo di Silvestro   |        |
| 7      | 12. maj | Nova Gorica – Novo mesto | 179 km    |            | razgibana etapa    | Zoran Klemenčič        |        |
| Skupaj | Skupaj  | 983 km                   | 983 km    | 983 km     | 983 km             | 983 km                 | 983 km |

## Razvrstitev vodilnih
| Etapa          | Zmagovalec           | Skupno               | Po točkah            | Gorski cilji    | Mladi kolesarji | Leteči cilji | Delovi cilji         | Ekipno        |
| -------------- | -------------------- | -------------------- | -------------------- | --------------- | --------------- | ------------ | -------------------- | ------------- |
| 0              | Rog                  | Marco Di Renzo       | Robert Pintarič      | Matthias Jandt  | ni podatka      | A. Vinokurov | Lorenzo Di Silvestro | Rog           |
| 1              | Stefano Giraldi      | Stefano Giraldi      | ni podatka           | Stefano Giraldi | ni podatka      | Bedin        | Bogdan Fink          | Glacial–Selle |
| 2              | Marco Di Renzo       | Stefano Giraldi      | ni podatka           | Stefano Giraldi | ni podatka      | Bedin        | Bogdan Fink          | Glacial–Selle |
| 3              | Robert Pintarič      | Stefano Giraldi      | ni podatka           | ni podatka      | ni podatka      | ni podatka   | brez podelitve       | ni podatka    |
| 4              | Olaf Pollack         | Stefano Giraldi      | ni podatka           | ni podatka      | ni podatka      | Bedin        | brez podelitve       | ni podatka    |
| 5              | Igor Kranjec         | Stefano Giraldi      | Marco Di Renzo       | Stefano Giraldi | ni podatka      | Bedin        | A. Vinokurov         | ni podatka    |
| 6              | Lorenzo Di Silvestro | Lorenzo Di Silvestro | ni podatka           | ni podatka      | ni podatka      | ni podatka   | ni podatka           | ni podatka    |
| 7              | Zoran Klemenčič      | Lorenzo Di Silvestro | Lorenzo Di Silvestro | A. Vinokurov    | Tadej Valjavec  | A. Vinokurov | A. Vinokurov         | Cantina Tollo |
| Končni nosilci | Končni nosilci       | L. Di Silvestro      | L. Di Silvestro      | A. Vinokurov    | Tadej Valjavec  | A. Vinokurov | A. Vinokurov         | Cantina Tollo |

## Končna razvrstitev
| Legenda | Legenda                      | Legenda | Legenda                          |
| ------- | ---------------------------- | ------- | -------------------------------- |
|         | Zmagovalec skupnega seštevka |         | Zmagovalec gorskih ciljev        |
|         | Zmagovalec po točkah         |         | Zmagovalec med mladimi kolesarji |
|         | Zmagovalec letečih ciljev    |         | Zmagovalec Delovih ciljev        |

### Skupno
| Uvr. | Kolesar                | Ekipa                  | Čas         |
| ---- | ---------------------- | ---------------------- | ----------- |
| 1.   | Lorenzo Di Silvestro   | Cantina Tollo-Co.Bo.   | 23h 24' 41" |
| 2.   | Stefano Giraldi        | Selle Italia - Glacial | + 2' 45"    |
| 3.   | Marco Antonio Di Renzo | Cantina Tollo-Co.Bo.   | + 4' 37"    |
| 4.   | Boris Premužič         | Rog                    | + 4' 38"    |
| 5.   | Nicola Ramacciotti     | Cantina Tollo-Co.Bo.   | + 5' 34"    |
| 6.   | Iztok Melanšek         | Perutnina Ptuj         | + 5' 36"    |
| 7.   | Robert Pintarič        | Rog                    | + 5' 50"    |
| 8.   | Martin Hvastija        | Cantina Tollo-Co.Bo.   | + 5' 51"    |
| 9.   | Tadej Valjavec         | Sava                   | + 6' 21"    |
| 10.  | Stefano Toniazzo       | Nardi                  | + 6' 50"    |

### Po točkah
| Uvr. | Kolesar              | Ekipa                | Točke |
| ---- | -------------------- | -------------------- | ----- |
| 1    | Lorenzo DI Silvestro | Cantina Tollo-Co.Bo. |       |

### Gorski cilji
| Uvr. | Kolesar              | Ekipa                  | Točke |
| ---- | -------------------- | ---------------------- | ----- |
| 1.   | Aleksander Vinokurov | Kazakhstan             | 18    |
| 2.   | Lorenzo Di Silvestro | Cantina Tollo-Co.Bo.   | 16    |
| 3.   | Andrej Kivilev       | Kazakhstan             | 12    |
| 4.   | Stefano Giraldi      | Selle Italia - Glacial | 12    |
| 5.   | Bogdan Ravbar        | Krka                   | 5     |

### Mladi kolesarji
| Uvr. | Kolesar        | Ekipa      | Čas         |
| ---- | -------------- | ---------- | ----------- |
| 1.   | Tadej Valjavec | Sava Kranj | 23h 31' 02" |

### Leteči cilji
| Uvr. | Kolesar              | Ekipa      | Točke |
| ---- | -------------------- | ---------- | ----- |
| 1.   | Aleksander Vinokurov | Kazakhstan | 24    |
| 2.   | Andrej Kivilev       | Kazakhstan | 18    |
| 3.   | Bogdan Fink          | Krka       | 7     |
| 4.   | Michal Reif          | Češka      | 6     |
| 5.   | Bogdan Ravbar        | Krka       | 5     |

### Delovi cilji
| Uvr. | Kolesar                | Ekipa                | Točke |
| ---- | ---------------------- | -------------------- | ----- |
| 1.   | Aleksander Vinokurov   | Kazahstan            | 24    |
| 2.   | Bogdan Fink            | Krka                 | 15    |
| 3.   | Rajko Petek            | Sava                 | 13    |
| 4.   | Bogdan Ravbar          | Rog                  | 8     |
| 5.   | Marco Antonio Di Renzo | Cantina Tollo-Co.Bo. | 6     |

### Skupno
| Uvr. | Ekipa                  | Čas |
| ---- | ---------------------- | --- |
| 1.   | Cantina Tollo-Co.Bo.   |     |
| 2.   | Selle Italia - Glacial |     |
| 3.   | Rog                    |     |
| 4.   |                        |     |
| 5.   |                        |     |
| ...  | ...                    | ... |
| 6.   | Krka I                 |     |
| 7.   | Krka II                |     |